# Диатомовый ил
Диато́мовый ил — глубоководный осадок на дне современных океанов, морей и некоторых озёр, сложенный преимущественно панцирями диатомовых водорослей и их обломками.
Диатомовый ил является кремнистым осадком и отличается высоким содержанием аморфного кремнезёма (до 70 %). Помимо кремнезёма в его состав входят глинистые, обломочные и карбонатные минеральные частицы. Во влажном состоянии диатомовый ил представляет собой мягкий тонкозернистый осадок, не липкий на ощупь и имеющий светло-желтовато-серый цвет.
В океанах и морях диатомовые илы образуются в областях высокой продуктивности диатомового планктона и при слабом поступлении осадочного материала иного происхождения. Наиболее широко эта разновидность ила распространена в умеренных широтах Южного полушария, в виде сплошного пояса вокруг Антарктиды, а также в северной части Тихого океана. Пресноводный диатомовый ил образуется на дне некоторых озёр (одним из таких является Байкал).
В ископаемом состоянии диатомовый ил переходит в осадочную горную породу — диатомит.